# Постой (Восходовский сельсовет)
Постой — поселок в Варнавинском районе Нижегородской области. Входит в состав Восходовского сельсовета.

## География
Находится на севере Нижегородской области на расстоянии приблизительно 24 километра (по прямой) на запад-юго-запад от поселка Варнавино, административного центра района, у железнодорожной линии Сухобезводное-Лапшанга.

## История
Поселок возник при организации лаготделения №6 Унжлага.

## Население
Постоянное население составляло 6 человек (русские 100%) в 2002 году, 3 в 2010.